# Paul Hösli

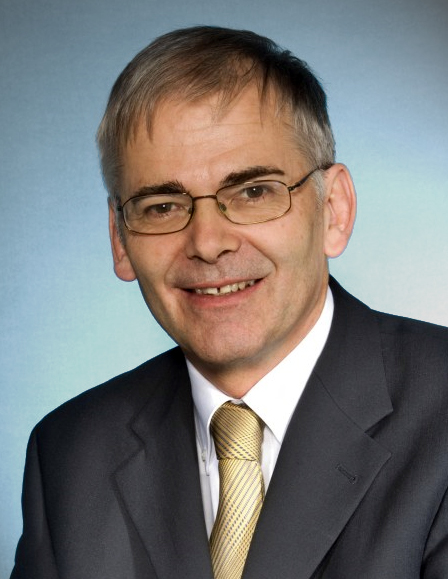
Paul Hösli

Paul Hösli (* 15. März 1951 in Netstal, Kanton Glarus, Heimatort Netstal) ist ein Schweizer Politiker der Christlichdemokratischen Volkspartei (CVP) im Kanton Glarus.

## Werdegang
Am 15. März 1951 wurde Paul Hösli in Netstal als ältestes von drei Kindern geboren. Er verbrachte seine Kindheit in Riedern. Seine Eltern führten dort eine Metzgerei und das Restaurant Schwert. Nach der obligatorischen Schulzeit in Riedern und an der Klosterschule in Näfels bildete er sich an der Ingenieurschule in Rapperswil zum Bauingenieur aus. Nachher arbeitete er acht Jahre in der Eternit AG in Niederurnen. Seit 1985 wohnt Paul Hösli mit seiner Familie in Niederurnen. Er ist Mitgründer und Mitinhaber des Ingenieurbüro Wickli + Hösli AG. Seit mehr als 25 Jahren ist er verheiratet und Vater von vier erwachsenen Kindern.

## Politik
Von 1997 bis zum 31. Juli 2009 gehörte Paul Hösli dem Glarner Landrat an. Er engagierte sich in verschiedenen Sektoren: Bildungspolitik (Kommission Bildungsgesetz), Verkehrspolitik (Verkehrskommission), Finanzpolitik, Hochbaukommission (kantonale Bauten).
Von 1995 bis 2011 führte Paul Hösli die Schule Niederurnen als Schulpräsident. 1986 wurde er in den Schulrat der Schule Niederurnen gewählt.